# Ulla Danielsson (översättare)
Ulla Danielsson, född 3 september 1944, är en svensk översättare, verksam i yrket sedan slutet av 1980-talet.

## Översättningar (urval)
- Margaret Atwood: Rövarbruden (The robber bride) (Rabén Prisma, 1994)
- Elizabeth George: Aska och ära (Playing for the ashes) (Rabén Prisma, 1994)
- Rohinton Mistry: En ömtålig balans (A fine balance) (Norstedts, 1998)
- Joyce Carol Oates: Det var vi som var Mulvaneys (We were the Mulvaneys) (Bonniers, 1999)
- Sindiwe Magona: Mödrar emellan (Mother to mother) (Natur & Kultur, 2002)
- P. D. James: I mördarens rum (The murder room) (Wahlström & Widstrand, 2004)
- Joan Didion: Ett år av magiskt tänkande (The year of magical thinking) (Atlas, 2006)
- Sarah Waters: Nattvakten (The nightwatch) (Natur & Kultur, 2006)
- J. M. Coetzee: Ett dåligt år (Diary of a bad year) (Bromberg, 2007)
- Ruth Rendell: Döden genom vatten (The water's lovely) (Natur & Kultur, 2008)
- Val McDermid: Mörka domäner (A darker domain) (Alfabeta, 2009)
- Toni Morrison: Hem (Home) (Forum, 2014)